# D. W. 모펏
D. W. 모펏(D. W. Moffett, 1954년 10월 26일 ~ )은 미국의 배우이다.

## 출연 작품

### 영화
- 메이 디셈버 (2023년) - 톰 애서턴 역